# Dromococcyx phasianellus
Dromococcyx phasianellus е вид птица от семейство Кукувицови (Cuculidae).

## Разпространение
Видът е разпространен в Аржентина, Белиз, Боливия, Бразилия, Венецуела, Гватемала, Гвиана, Еквадор, Колумбия, Коста Рика, Мексико, Никарагуа, Панама, Парагвай, Перу, Салвадор, Суринам, Френска Гвиана и Хондурас.